# قرار مجلس الأمن التابع للأمم المتحدة رقم 1623
قرار مجلس الأمن التابع للأمم المتحدة رقم 1623، المتخذ بالإجماع في 13 أيلول / سبتمبر 2005، بعد إعادة تأكيد جميع القرارات المتعلقة بالحالة في أفغانستان، ولا سيما القرارات 1386 (2001) و1413 (2002) و1444 (2002) و1510 (2003) و1563 (2004)، والقرارين 1368 (2001) و1373 (2001) بشأن الإرهاب، مدد المجلس تفويض قوات المساعدة الدولية حتى منتصف أكتوبر 2006.

## القرار

### أعمال
وبموجب الفصل السابع من ميثاق الأمم المتحدة، وسع المجلس ولاية القوة الدولية للمساعدة الأمنية لفترة اثني عشر شهرا بعد 13 تشرين الأول / أكتوبر 2005. وطُلب من القوة الدولية للمساعدة الأمنية العمل مع الإدارة الانتقالية وخلفائها والممثل الخاص للأمين العام وعملية الحرية الدائمة.
وقد أُذن للدول المشاركة في القوة باستخدام جميع التدابير اللازمة للوفاء بالولاية، بينما طُلب من الدول الأعضاء الأخرى المساهمة بالأفراد والموارد في العملية. وأخيراً، طُلب من قيادة القوة الدولية للمساعدة الأمنية تقديم تقارير ربع سنوية عن تنفيذ ولايتها.

## روابط خارجية
- نص القرار في undocs.org